# Cua del Pantà de Terradets
La cua del pantà de Terradets és una zona humida situada a la cua de l'embassament de Terradets, que represa les aigües de la Noguera Pallaresa, aigües avall de Tremp. per a la central hidroelèctrica de Terradets.
Presenta un ampli ventall de morfologies: zones fluvials somes, meandres abandonats, etc. Aquesta varietat d'ambients es tradueix, a la vegada, en una elevada diversitat biològica. Pel que fa a la vegetació destaca la presència de grans extensions de canyissar a la cua de l'embassament, així com formacions de boga, joncs i càrex. El bosc de ribera es localitza preferentment a la cua de l'embassament i està format per salzeda amb salze blanc (Salix alba) amb pollancres (Populus nigra) (hàbitat d'interès comunitari codi 92A0). Aigües amunt, ja en ple tram fluvial d'aigües corrents, hi apareixen altres espècies com el saulic (Salix purpurea), la sarga (Salix elaeagnos), l'om (Ulmus minor) o el vern (Alnus glutinosa), entre d'altres. En resum, es tracta d'un espai de notable interès caracteritzat per la presència d'una salzeda ben constituïda i d'un canyissar, que ocupen una extensió molt significativa.
Pel que fa a la fauna, la zona és un punt de cria d'espècies com el cabussó emplomallat (Podiceps cristatus), el cabusset (Tachybaptus ruficollis) i el bernat pescaire (Ardea cinerea). Així mateix, durant l'època de cria s'hi han observat espècies d'ocells com l'arpella (Circus aeruginosus), el martinet blanc (Egretta garzetta) o el bec d'alena (Recurvirostra avocetta). Quant als mamífers, destaca la presència de llúdriga (Lutra lutra) a tot aquest sector de la Noguera Pallaresa.
Els principals impactes sobre l'espai provenen bàsicament d'un lleure poc ordenat (pesca, esports nàutics, etc.). La proximitat de la carretera C-13 afavoreix la sobre-freqüentació, especialment al sector sud-oest de l'espai. L'extensió dels conreus, que en alguns trams arriben a peu de riu, és un factor de desaparició del bosc de ribera i de la vegetació helofítica.
Aquesta zona es localitza a l'interior de l'espai del PEIN «Serra del Montsec» i forma part també de la Xarxa Natura 2000 (espai ES5130015 Serres del Montsec, Sant Mamet i Mitjana).